# 4605 Nikitin
A 4605 Nikitin (ideiglenes jelöléssel 1987 SV17) a Naprendszer kisbolygóövében található aszteroida. Ljudmila Ivanovna Csernih fedezte fel 1987. szeptember 18-án.